# Университет Артуа
Университет Артуа — французский университет, относится к академии Лилля. Основан в 1991 году.

## История
История университета начинается в 1990 году на конференции «Университет 2000», где Лионель Жоспен объявляет о создании двух новых университетов: Университет Артуа и Прибрежный университет Кот-д'Опала. Университет создан в 1991 году декретом министерства и уже в 1992 году открывается для первых студентов.

## Структура
В состав университета входят 8 факультетов и 2 института.
Факультеты:
- Факультет права.
- Факультет истории и географии.
- Факультет иностранных языков.
- Факультет филологии и искусства.
- Факультет естественных наук.
- Факультет физической культуры и спорта.
- Факультет прикладных естественных наук.
- Факультет экономики и менеджмента.

Институты
- Технологический институт Бетюна.
- Технологический институт Ланса.